# Пригоди молодого лицаря. Роман з козацьких часів
«Пригоди молодого лицаря. Роман з козацьких часів» — історико-пригодницький роман для молоді українського письменника  Спиридона Черкасенка, вперше виданий 1937 року. 

## Історія створення
Після тривалої паузи, яку взяв Черкасенко в напрямі прози, він уже в еміграції написав «Пригоди молодого лицаря. Роман з козацьких часів». Написання роману завершено у 1934 році в Горних Черношіцах біля Праги, а перше його видання було 1937 у Львові. Книга стала тогочасним бестселером, здобувши широку популярність на Західній Україні (на Центральній і Східній його просто не друкували).
Другим виданням роман вийшов у  Канаді (Вінніпег) в бібліотеці Клубу приятелів української книги (1952).
С. Черкасенко, поставивши перед собою завдання багатогранно відтворити український характер, козацтво часів Сагайдачного, написав твір, у якому поєдналися епос і лірика, вигадка й документальність. Очевидно, автор був обізнаний з "Историей о казаках запорожских"(1852) князя Митецького, з науковими історико-народознавчими монографіями про Запорожжя Д. Яворницького, "Описом України" Г. Боплана тощо, що стало підосновою створення власного інварванту історичного роману - історико-пригодницький з елементами психологізму. 
Роман має присвяту родині українського літературознавця Леоніда Тимофійовича Білецького (1882—1955), що у 20—30-х роках був професором празьких українських вузів. У листуванні з Л. Білецьким у доволі специфічній, іронічно-жартівливій манері С. Черкасенко вдається до теоретичної характеристики етапів написання свого роману “Пригоди молодого лицаря”: “Хіба що буде читатися щось аж занадто цікаве (спитаю в Бор. Вол.). А то краще сидітиму й середу над своєю роботою. Із задоволенням
констатую, що вона поволеньки, але певно наближається до бажаного кінця (Кафу вже взяв приступом; лишилося іще тільки помогти “восторжествовать” добру над злом, як у всіх пристойних романах, та поженити героя з героїнею, а це вже легше, як татар воювати)”; “...А крім цього, дозвольте повідомити вас, що нарешті “благополучно” дотяг до краю свій роман, навіть поженив обох героїв. Тепер перечитую й сам собі дивуюся, що вистачило терпцю дотримати до краю. Не малу роль відіграло в цьому ті відпочинки душевні, які знаходив у вашій милій родині.” 
С. Черкасенко хотів довести свою розповідь до подій визвольної війни українського народу 1648—1654 років. Павло Похиленко мав стати активним учасником цієї війни. У журналі "Рідна мова" (1938) надруковано розділ "Із нового історичного роману С. Черкасенка: "Блиснем шаблями, як сонце в хмарі" (роман цей — продовження роману "Пригоди молодого лицаря") під назвою "Лицар на спочинку". Про третій "новий, ще не друкований історичний роман" С. Черкасенка "На полі Килиїмськім" журнал повідомляв у 1939 році, але чи був він продовженням "Пригод молодого лицаря" і "Блиснем шаблями, як сонце в хмарі" — на підставі опублікованого уривку припускати важко. 
Цей твір дає повну відповідь на те, ким був Спиридон Черкасенко, які цінності, життєві правила він обстоював до самого кінця свого життя .

## Значення в українській літературі
Якщо в українській класичній літературі роман П. Куліша "Чорна рада" став першим історичним романом, а роман-трилогія "Богдан Хмельницький" М. Старицького вирізняється масштабністю зображення історичних подій і глибиною їхнього осмислення, художнім рівнем змалювання батальних сцен, іншими своєрідними особливостями історичного твору, то роман С. Черкасенка "Пригоди молодого лицаря" започаткував новий різновид історичного роману — історико-пригодницький роман.
“Як письменник історичної теми, — зазначає О. Мишанич, — С.Черкасенко вкладав у історичні сюжети сучасні ідеї, відновлював історичну пам'ять народу, популяризував найбільш відомі історичні постаті, він дотримувався історичної достовірності, реквізиту, водночас дбав про динамізм, сценічну легкість, доступність ідеї, милозвучність і чистоту мови”
С. Черкасенко дав якісно нове поєднання авантюрно-казкових мотивів і збагаченого героїчним змістом образу канівського міщуха з історичними подіями XVII століття. Такий синтез в романі набуває серйозних збагачених рис і сприяє відтворенню складного образу героя, який виходить за суто епічні рамки, з наявними у міфології драматизмом, гумором, ліричними мотивами.
Вперше український роман позначений зображенням повноти життя людини, яка демонструє не тільки лицарську відвагу, кмітливість, а й розум, здатність осмислити свій час і себе в ньому.
С. Черкасенко виявив себе оригінальним митцем у відтворенні процесів мислення і переживань своїх героїв. Роман сповнений багатьма формами вираження думки, в ньому читач натрапить на художньо-мовну красу монологів-роздумів, монологів-спогадів, монологів-візій та на інші жанрові форми зразкового художньо-літературного твору.
Особливістю романної структури "Пригод молодого лицаря" є її відкритість. Письменник використав оригінальну сюжетно-композиційну модель подорожі. В його романній матриці простежуються й типологічно повторювані, інваріантні жанрові прикмети, і неповторні новації. Романом з козацьких часів, у якому вдало поєдналися історична правда і художній вимисел, письменник оновив і збагатив традиційну романну структуру. Під його пером роман став універсальною формою, яка відображає подвиги відважного козацького лицарства у всій його глибині і багатогранності.

## Сюжет
Роман С. Черкасенка — це якісно нове поєднання авантюрно-казкових мотивів і збагаченого героїчним змістом образу канівського міщуха з історичними подіями XVII століття. Спираючись на традиції західноєвропейського і українського історичного романів, С.Черкасенко наповнив свій твір особливими сюжетними рисами, збагатив його структуру новими якостями. Черкасенків роман поєднав у собі правдиві історичні події та казково-фантастичні пригоди головного героя, чіткий деталізований опис побуту канівських міщан і військової виправи січових братчиків, поглиблений аналіз людської душі та вражаючи своєю різнобарвністю і багатоголоссям картини природи з художністю незаперечної індивідуальної якості.
Письменник використав оригінальну сюжетно-композиційну модель подорожі, різні художні конструкції. Важлива і суттєва у романі функція часу. С.Черкасенко концентрує життя героїв у невеликому проміжку часу (менше року), наповненому драматичними подіями. Цим роман відрізняється від аналогічних епічних полотен. 
Головний інтерес роману спрямований на долю головного героя (випробування і пригоди), на зображення його внутрішніх переживань, його "приватного життя", яке певним чином відокремлюється від епічного суспільного фону. Автор створив власну версію українського лицаря, усі найкращі якості якого увібрав у себе головний герой роману — молодий красень і справжній силач Павло. Хлопець рятує кохану, перемагає у двобоях на межі життя і смерті, знаходить славу в морських походах і стає частиною великої історії. 
Для збагачення розповіді белетрист зумів зробити пригоди, інтриги пружиною сюжетної дії, художніми конструктами роману. Вони не здаються надуманими чи надмірними завдяки тому, що автор гармонійно поєднав виразну умовність жанру і особливості предмета оповіді
- пригоди головного героя із справжніми морськими походами українського козацтва під проводом П.Сагайдачного і переможним боєм на річці Молочній.
Образ гетьмана Сагайдачного намагалися змалювати багато письменників. Кожен бачив свого героя по-своєму, а у Черкасенка в "Пригодах молодого лицаря" майже однозначно й повно вималювався геніальний полководець і організатор, мужній лицар і внутрішньо багата людина.
Отже, С.Черкасенко, поставивши перед собою завдання багатогранно відтворити український характер, козацтво часів Сагайдачного, дух українського народу як самобутньої гілки всього людства та його побут, написав твір, у якому поєдналися епос і лірика, історизм і казка, патетика й гумор, вигадка й документальність, сюжетна динаміка й розлога інформативність.

## Головні персонажі
Письменник зумів майстерно створити образи багатьох персонажів, багатогранно подав кожного з головних героїв, тобто підійшов до створення історичного роману творчо, зі своїм баченням світу, історичного минулого.
Автор увів у твір як вигаданих персонажів: Павло Похиленко — головний герой роману; канівський хлопець, надзвичайної сили і
щирої вдачі; Василиха — матір Павла; Василь Похил (Сокира) — батько Павла, який пробув 15 років у турецькій неволі; Орися — кохана дівчина головного героя; Обеременчиха — матір Орисі; Крига — запорожець, закоханий у Орисю, та ін., так і справжні історичні постаті:  П. Сагайдачний — гетьман, мудрий і вправний полководець, внутрішньо багата людина; Зінько Хмель — у романі ще молодий писар, побратим Павла, а у майбутньому гетьман Зиновій-Богдан Хмельницький; Максим Кривоніс — молодий братчик та ін.
В образах гетьмана Сагайдачного, Павла Похиленка, його батька та інших автор
відобразив узагальнений і проникливий погляд на душу народу, що виявляється в
національному характері. Романіст змалював образи українських лицарів, окреслив
їхній внутрішній світ,
наголосив на зумовленій культурно-історичними факторами мінливості вдачі
українців, передав риси національного характеру.

## Цитати з твору
"Досі, дівчино люба, був лише рожевий, прекрасний, як усмішка дитини, сон, а справжнє життя — ось воно, за цим порогом, що ти переступила".

"...Боже милосердний!, скільки цікавого на світі!.. Сидів би в місті вік, то не побачив би, не зазнав, не зажив
такого..."

"Не дитина, а лицар, та ще й неабиякий, та ще й курінний: сам собі раду дасть".

"Не бійся, моя голубко, — не таку науку пройшов я за ці місяці, щоб хтось мені страшний був".

"Було і страшно й весело, й люди аж за боки хапалися."

"Низовець підвів до коня дівчину й підсадив; Павло підхопив її під руки, підняв, мов пір'їнку, й посадив перед
себе: в одній руці тримав поводдя, другою пригорнув до себе визволену дорогу бранку."

"А він, оцей молодик, принагідно давнув самого польного вчора вночі так, що той ледве прочуняв сьогодні вранці, —
звісно, мусів парубок тікати, щоб на палі не посидіти, хе-хе-хе..."

"Козаки, затаївши духа, напружено стежили за надлюдськими зусиллями свого молодого братчика, й тільки вряди-годи
хто-небудь звертався до сусіда з тихою увагою, а не діставши відповіді, замовкав і дивився далі."

"Жбурляєш, казав, не тільки звичайними собі людьми, а й такими, як отой ногайський велет, що зборов його. — Жбурляєш
ними, як снопами вівсяними. Тож будеш ти в нас не Похиленко, а Жбурляй."

"Так із канівського гультяя Похиленка Павла зробився братчик січовий Павло Жбурляй. Потрапив до славетного запорозького гнізда лицарського саме в найгарячіший час. З наказу королівського Січ готувалася до війни з турками..."

## Видання
1. Черкасенко С. Пригоди молодого лицаря. роман з козацьких часів: У 2 т.   /  С. Черкасенко   — Львів : Батьківщина, 1937. — Т. 1. — 176 с.; Т. 2. — 182 с.
2. Черкасенко С. Твори: У 2 т. / С. Черкасенко   — К. : Дніпро, 1991. — Т.1. — 891 с.; Т.2. — 671 с.
3. Черкасенко С.Ф. Пригоди молодого лицаря. Роман з козацьких часів /  Спиридон Черкасенко. — К. : Знання, 2015. — 364 с. — (Скарби: молодіжна серія)

## Екранізація
За мотивами роману український кінорежисер Сергій
Омельчук зняв художній фільм під назвою «Дорога на
Січ» (1994).